# Malomszeg
Malomszeg (románul Brăișoru) falu Romániában Kolozs megyében.

## Fekvése
Bánffyhunyadtól (románul Huedin) délnyugatra, Kalotaszentkirályhoz közel fekszik, a Kalota patak partján.

## Nevének említése
1519-ben említik először Possessio Malomzseg néven, az itt működött malmokra utalva, melyek nyoma még ma is megtalálható. 1839-től Moloszig, 1920-ban Molosig a neve.

## Története és lakossága
A Bánffy család az 1430-as években megszerezte a korábbi királyi vár, Sebesvár birtokát, a hozzá tartozó uradalommal, amihez Malomszeg is tartozott.
1850-ben 261 lakosa között nincs magyar, ám a századfordulón betelepül néhány család, és egészen a második világháborúig kis számú zsidó vallású lakosság mellett - többségében római katolikus - magyarok is lakják (1941-ben magyar: 29 fő, zsidó: 4 fő), azóta ismét ortodox vallású román falu.
A falu a trianoni békeszerződésig Kolozs vármegye Bánffyhunyadi járásához tartozott.
1963-ig a szomszédos Marótlaka része volt.
Ortodox temploma 1929-ben épült.